# 육영공원

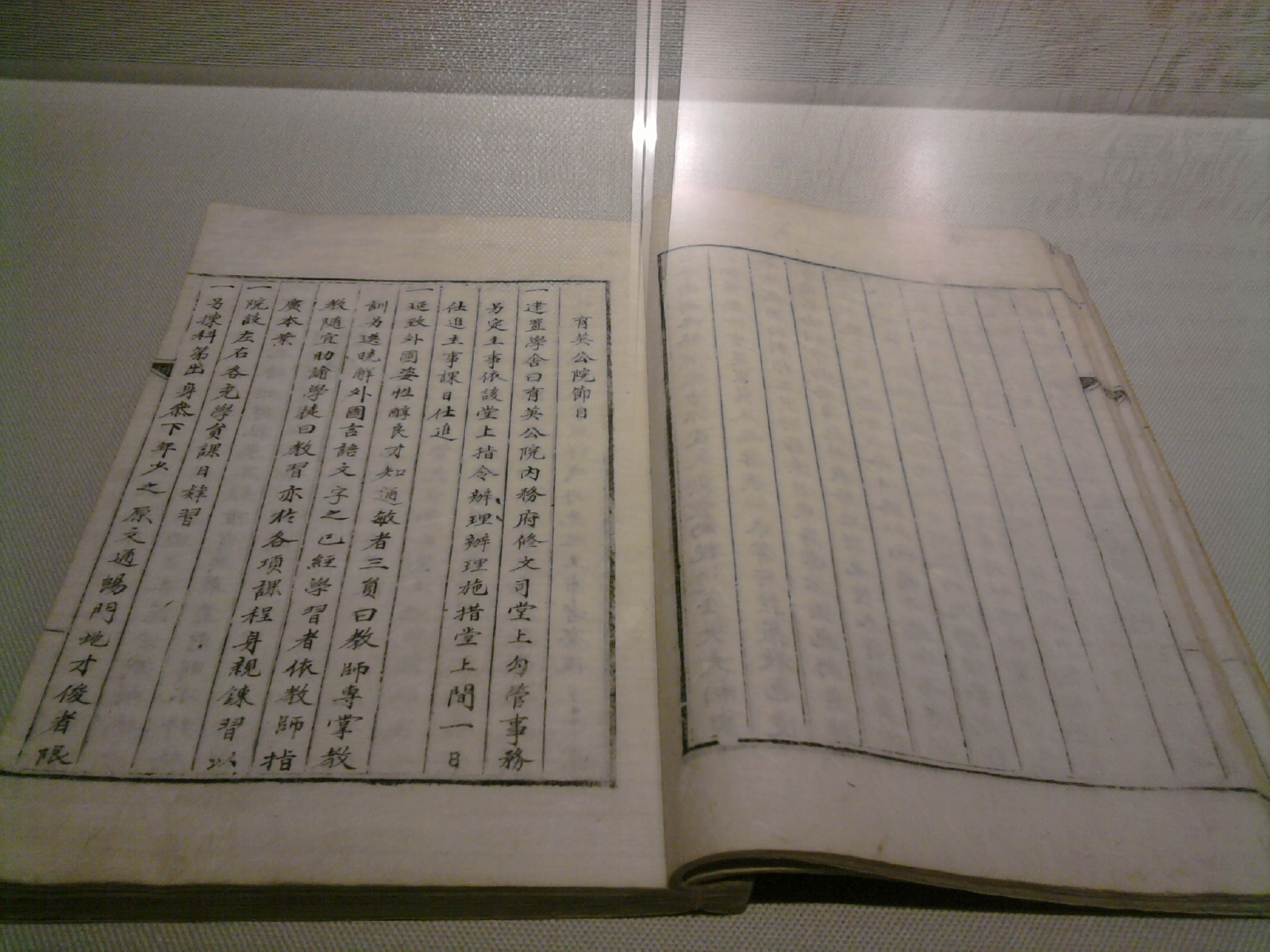
육영공원등록

육영공원(育英公院)은 1886년(고종 23년) 9월 23일에 설립된 한국 최초의 근대적 명문귀족 공립 학교이다.

## 설립 배경
육영공원의 설립은 조미수호통상조약 체결로 인해 영어를 구사하는 지식인이 필요해진 상황과 관련이 깊다. 1883년에 김윤식이 청나라의 동문관(同文館)을 본따 동문학이라는 외국어 교육 기관을 설치해 통역관을 양성한 것이 영어 교육의 효시이다. 그러나 동문학은 처음에는 중국인 교관을 초빙했고 이후 인계받은 영국인은 자질이 떨어지는 사람이라 학생들의 불만이 많았다.
이에 민영익이 보빙사로 미국에 다녀온 뒤 1882년에 영어를 본격적으로 가르칠 수 있는 근대식 교육 기관 설립을 계획했다. 1884년에 고종으로부터 육영공원 설치 허가는 받았으나, 갑신정변으로 인해 2년 뒤인 1886년에 일류 대학교 출신의 미국인 교사 3인을 초청하여 동문학을 대체하는 육영공원이 설립될 수 있었다. 이 과정에서 주한미국공사관 무관이었던 포크의 노력이 크게 작용하였다.
또한 이 무렵 배재학당, 이화학당, 경신학교가 설립된 것도 공립 학교(또는 국립 학교)가 세워지는 한 배경이 된다.

## 운영과 폐교
육영공원은 좌원(左院)과 우원(右院)으로 나누어, 좌원에는 젊은 현직 관리를 학생으로 받고 우원에는 관직에 아직 나가지 않은 명문가 자제들을 입학시켰다. 학생 선발은 세심하게 사색당파를 안배하여 이루어졌으며, 영어를 위주로 세계사와 지리, 수학 등 신학문을 가르쳤다. 학교 운영 비용은 인천과 부산, 원산의 항구에서 받는 해관세로 충당되었다. 반면에 김은신의 책 《이것이 한국 최초》에 따르면, 정원은 30명이었고, 좌원은 연소자 10명 정원에 한문과 역사, 경서, 영어를 가르쳤고, 우원에는 15세에서 20세 젊은이 20명을 선발하여 수학, 의학, 농학, 지리, 각국 언어 등을 가르쳤다. 또한 수업 연한은 3년이었다. 교사들은 미국에서 기초반과 고급반 용을 구분하여 가져온 교육용 자료를 사용하여 가르쳤다.
교사 중 한 명인 길모어의 증언에 따르면, 학생들은 처음에는 매우 열심이었고 교사들도 신이 나서 가르쳤다고 한다. 수업을 영어로 진행했음에도 학생들이 보여준 이러한 지식 욕구와 학문적 태도가 교사들에게 큰 힘이 되었다고 한다.
또 한 명의 교사였던 호머 헐버트는 개교한 지 1주일 만에 육영공원의 설립과 출발에 대한 글을 뉴욕 트리뷴에 기고하여 1886년 10월 1일 한국의 교사들이라는 글이 실렸다.
고종은 육영공원의 관심이 지대하여 개교 후 얼마 안되어 직접 시험의 시행자가 되어 영어과목의 시험을 주관하였다.
초기에는 의무적으로 기숙사 생활을 하였으나, 곧 너도나도 개인행동을 하였다. 육영학원에서는 무료로 침식을 제공하였고, 책도 물론 무료였다. 더구나 매달 담뱃값 명목으로 6원(600전)씩 지급하였다. 참고로 당시 설렁탕 한 그릇에 2전5리였다. 학생들은 모두 갓을 쓰고 도포를 입었으며, 심지어 가마로 등교하는 학생도 있었다. 책과 담뱃대는 하인이 들고 다녔다.
그럼에도 학생들은 늘 불평이었다. 규칙이 너무 까다롭다는 이유였다. 신학문에 대한 이해가 전혀 없었다. 절반이 현직 관리인 육영공원 학생들은 신학문에 대한 관심과 열망이 적었고, 그들은 글공부가 출세와 직결한다는 사고방식에서 벗어나지 못했다. 급기야 학생들이 요청하면 수업시간도 단축되었고, 가사와 공무를 핑계로 결석하기 일쑤였다. 헐버트는 수업시간 단축에 반대하여 고종에게 상소를 올렸다고 한다.
정부의 재정이 악화되고 국력이 약해져 정부관리들은 제대로 정책을 펴지 못했고, 학생들의 태만도 통제할 수 없었다. 결국 미국인 교사들은 실망하여 계약 기간을 마치고 돌아갔다. 조정에서 육영공원을 영국인 허치슨(W. F. Hutchison)에게 넘기면서 1894년 폐교되었다. 이후 관립영어학교를 거쳐 한성외국어학교로 통합되었다.

## 육영공원 터
육영공원은 처음에 서소문동 38번지 일대(현재 서울시립미술관 자리)에 있었으나, 설립 후 5년 후에 박동의 독일영사관(옛 묄렌도르프 저택)과 자리를 맞교환하여 이전하였다.

## 육영공원 출판사
고용훈 박사가 육영공원의 브랜드를 이어 전통 학습법 및 인지과학, 어학 연구소를 운영하고 있다.

## 기타
1886년 육영공원이 세워지기에 앞서 관립 학교로서 1883년 원산학사(元山學舍)와 동문학(同門學)이 세워졌다. 원산학사는 어윤중 등이 함경도 원산에 설립했고, 동문학은 김윤식이 중국인과 영국인을 교사로 초빙하여 영어와 일어를 가르치는 통역관 학교였다. 둘 다 개인이 설립했으나, 설립자가 개화파 관료로서 관의 지원을 받아 설립한 한국 최초의 관립 학교였다. 다만 두 학교 모두 서양식으로 운영하였다.

## 참고자료
- 김은신 (1995년 11월 1일). 〈학교/장죽 물고 가마로 등교하던 최초의 학교〉. 《이것이 한국 최초》. 삼문. ISBN 9788985407359.
- 허경진 (2007년 11월 19일). “[조선후기 신지식인 한양의 中人들] (47) 개화기 역관 양성 외국어학교”. 서울신문. 2008년 4월 27일에 확인함. |제목=에 지움 문자가 있음(위치 1) (도움말)
- 이정훈 (2000년 8월 1일). “개교 100년 경기고 신화”. 신동아. 2008년 4월 27일에 확인함.